# Blitz-Illu
Blitz-Illu war eine 1993 gegründete, wöchentlich erscheinende Illustrierte aus dem Verlag Inter Publish GmbH. Ihre Auflage lag bei bis zu 450.000 Exemplaren. Ihre Zielgruppe waren vor allem junge Männer. Thematisch war sie im Wesentlichen auf die Darstellung entkleideter Frauen (seit 1996 auch von Männern) und die Anbahnung sexueller Kontakte per Chiffre oder 0900-Nummer ausgerichtet. Zu den weiteren Rubriken zählten boulevardeske „Reportagen“ über Menschen und ihre Schicksale.
Bis 2001 wurde die Blitz-Illu im Wiesbadener Klaus Helbert Verlag herausgegeben und wechselte dann zur Bauer Verlagsgruppe. Bis Ende 2005 wurde die Auflage der Blitz-Illu über die IVW erfasst. Ab 2006 übernahm der Pabel-Moewig Verlag die Illustrierte, die Hamburger Redaktion wurde geschlossen und die Ausrichtung wurde in Richtung Hardcore geändert.
Daher durfte sie nun auch nicht mehr frei im Verkauf angeboten werden, sondern war nur noch auf Nachfrage für Erwachsene zu erwerben.
Die Blitz-Illu erhielt häufig aufgrund ihrer Berichterstattung, bei der Sachverhalte in „unangemessen reißerischer Form“ dargestellt, ganze Personengruppen diffamiert und angeblich authentische Reportagen in Wirklichkeit völlig frei erfunden wurden, Rügen des Deutschen Presserats.
Vor 2008 wurde die Zeitschrift eingestellt.